# Гладковский, Тимофей Константинович
Тимофей Константинович Гладковский (19.12.1906-28.04.1977) — советский инженер-строитель, лауреат Ленинской премии (1961).
Получил инженерное образование.
В 1941 году, в начале войны, призван в РККА, участвовал в обороне Москвы.
В 1942 г. откомандирован в Нижний Тагил в распоряжение Тагилстроя.
После войны и до 1970-х гг. — начальник экспериментального цеха ЦЛС (Центральной лаборатории стройматериалов) треста «Челябметаллургстрой».
Лауреат Ленинской премии 1961 года (в составе коллектива) — за разработку и внедрение в производство новой технологии натяжений арматуры (с помощью электронагрева) предварительно напряжённых ЖБК для промышленного и гражданского строительств.
Награждён медалями «За оборону Москвы», «За Победу над Германией», «За доблестный труд в Великой Отечественной войне», «За трудовое отличие».
Сочинения:
- Опыт открытого бетонирования на морозе без подогрева бетона [Текст]. - Москва : [б. и.], 1956. - 17 с. : ил.; 20 см. - (Передовой производственно-технический опыт. Серия 33. Бетонные и железобетонные работы/ Акад. наук СССР. Ин-т техн.-экон. информации; № Т-56-92/7).
- Петров, С. И. и Гладковский, Т. К. О твердении бетона и раствора на морозе без прогрева. Строит. пром-сть, 1953, No 9, с. 37-40
- Гладковский Т. Основные направления улучшения качества строительства. — На стройках России, 1972, No 4, с. 44—46.